# Namco Tales Studio
Namco Tales Studio Ltd. (株式会社ナムコ・テイルズスタジオ, Kabushiki-gaisha Namuko Teiruzu Sutajio), anciennement Wolf Team ((株)ウルフチーム, Urufu Chīmu) est une société japonaise de développement de jeux vidéo fondée en 1986.
La société est notamment connue pour le développement des jeux de rôle de la série Tales of.

## Historique
Initialement dirigée par Masahiro Akishino, Wolfteam prend son indépendance de Telenet Japan en 1987, mais est réintégrée à la société en 1990 en fusionnant avec une autre filiale du groupe, Lasersoft, pour finalement être totalement intégrée lors d'une restructuration interne de Telenet alors que la quasi-totalité de l'équipe d'Akishino était partie.
L'équipe restante se compose du très jeune programmeur Yoshiharu Gotanda, du concepteur Masaki Norimoto, du directeur Joe Asanuma, du graphiste Yoshiaki Inagaki, du compositeur Motoi Sakuraba et du concepteur d'effets sonores Ryota Furuya. Wolfteam commence à développer des jeux tels que Sol-Feace et Hiōden: Mamono-tachi tono Chikai qui ont des ventes désastreuses étant donné la mauvaise réputation de Telenet. Pour Tale Phantasia, un jeu vidéo conçu par Gotanda, la société cherche un éditeur ayant meilleur réputation. Après avoir approché Enix, l'équipe signe un contrat avec Namco.
Cependant, Namco insiste pour effectuer plusieurs changements, comme de renommer le jeu en Tales of Phantasia. Le conflit au sujet de ces modifications reportent la sortie du jeu de 1994 à fin 1995. La plupart des membres de l'équipe initiale de développement (Gotanda, Norimoto et Asanuma entre autres) quittent la société durant la dispute et fondent Tri-Ace au début de l'année 1995.
Afin de continuer l'arrangement lucratif avec Namco dans le développement de la série des Tales of, Telenet module l'équipe de Wolfteam. La société est renommée en 2003, lorsque Telenet Japan vend une partie de sa participation, faisant de Namco l'actionnaire majoritaire. Namco Tales studio continue d'être le principal développeur de la franchise Tales of, comme c'est le cas depuis le début de la série. En octobre 2007, Telenet Japan fait faillite, mettant fin en même temps à Wolfteam.
Au moment de son changement de nom, Namco détient 60 % de l'entreprise, Telenet Japan et Fukushima Kazuyuki en conservent 34 %, et le directeur de la série Tales, Eiji Kikuchi, en reçoit 6 %. À compter du 1er avril 2006, la nouvellement fusionnée Bandai Namco Holdings achète les parts restantes de Telenet Japan, coupant le dernier lien avec l'ancien employeur des développeurs, et augmente sa participation majoritaire à 94 % (Bandai Namco détient 100 % de la société à terme).
Le 21 novembre 2011, la dissolution et la fusion du studio avec l'éditeur Bandai Namco Games sont annoncées. Le 24 février 2012, les 80 employés du studio rejoignent Bandai Namco Studios,.

## Jeux développés par Wolfteam
- 1988 : Arcus (MSX)
- 1989 : Arcus II: Silent Symphony (MSX)
- 1991 : Arcus Odyssey (Mega Drive, Super Nintendo)
- 1991 : Dino Land (Mega Drive)
- 1991 : Earnest Evans (Mega Drive, Mega-CD)
- 1991 : El Viento (Mega Drive)
- 1991 : Zan Yasha Enbukyoku (Mega Drive)
- 1992 : Aisle Lord (Mega-CD)
- 1992 : Cobra Command (adaptation, Mega-CD)
- 1992 : Seireishin Seiki Fhey Area (Mega-CD)
- 1992 : Sol-Deace (Mega Drive)
- 1992 : Sol-Feace (Mega-CD)
- 1992 : Tenbu Mega CD Special (Mega-CD)
- 1992 : Time Gal (Mega-CD)
- 1992 : Road Avenger (Mega-CD)
- 1993 : Devastator (Mega-CD)
- 1993 : Annet Futatabi (Mega-CD)
- 1993 : Neugier: Umi to Kaze no Koudou (Super Nintendo)
- 1993 : Revenge of the Ninja (Mega-CD)
- 1993 : Hiōden: Mamono-tachi tono Chikai (PC-98)
- 1994 : Dark Kingdom (Super Nintendo)
- 1995 : Tales of Phantasia (Super Nintendo)
- 1997 : Tales of Destiny (PlayStation)
- 2000 : Tales of Eternia (PlayStation)

## Jeux développés par Namco Tales Studio
| Titre                                             | Année(s) de sortie | Plate(s)-forme(s)                              |
| ------------------------------------------------- | ------------------ | ---------------------------------------------- |
| Tales of Phantasia                                | 1995/1998/2003     | super famicom / playstation / game boy advance |
| Tales of Destiny                                  | 1997               | PlayStation                                    |
| Tales of Eternia                                  | 2000/2005          | PlayStation, PlayStation Portable              |
| Tales of Destiny 2                                | 2002               | PlayStation 2                                  |
| Tales of Symphonia                                | 2003/2004/2013     | GameCube, PlayStation 2, PlayStation 3         |
| Tales of Rebirth                                  | 2004/2008          | PlayStation 2, PlayStation Portable            |
| Tales of Breaker                                  | 2005               | Téléphone mobile                               |
| Tales of Commons                                  | 2005/2010          | Téléphone mobile                               |
| Tales of the Abyss                                | 2005/2011          | PlayStation 2, Nintendo 3DS                    |
| Tales of Destiny (Remake)                         | 2006               | PlayStation 2                                  |
| Tales of Wahrheit                                 | 2006               | Téléphone mobile                               |
| Tales of the World: Material Dungeon              | 2008               | Téléphone mobile                               |
| Tales of Symphonia: Dawn of the New World         | 2008/2013          | Wii, PlayStation 3                             |
| Tales of Vesperia                                 | 2008/2009          | Xbox 360, PlayStation 3                        |
| Tales of Hearts                                   | 2008               | Nintendo DS                                    |
| Tales of Graces                                   | 2009               | Wii                                            |
| Keroro RPG: Kishi to Musha to Densetsu no Kaizoku | 2010               | Nintendo DS                                    |
| Tales of Phantasia: Narikiri Dungeon X            | 2010               | PlayStation Portable                           |
| Tales of Graces F                                 | 2010               | PlayStation 3                                  |
| Tales of Xillia                                   | 2011               | PlayStation 3                                  |